# FNM E.600
Die E.600 der Ferrovie Nord Milano sind eine Reihe von Elektrolokomotiven, die 1928–1929 gebaut wurden.

## Geschichte
In den 1920er Jahren entschieden die Ferrovie Nord Milano, die Bahnstrecke Mailand–Saronno mit 3 kV-Gleichstrom-Oberleitung zu elektrifizieren. Mit diesem System wurde in denselben Jahren auch von den Ferrovie dello Stato an der Bahnstrecke Benevento–Foggia experimentiert, wo es später üblich wurde.
Für den Betrieb bestellten die FNM neben den Elektrotriebwagen sechs Elektrolokomotiven, die von den Officine Meccaniche (OM) gebaut wurden, mit elektrischer Ausrüstung von der Compagnia Generale di Elettricità (CGE). Sie wurden 1928–1929 geliefert.
1962 wurde die E.600-5 aufgrund eines Unfalls verschrottet. Die anderen Stücke wurden bis Anfang der 2000er Jahre benutzt. Heute ist nur der E.600-3 betriebsfähig, die anderen bleiben als historische Lokomotiven.

## Lackierungen
Die E.600 wurden in einer schwarzen Lackierung geliefert, analog zu den zeitgenössischen Fahrzeugen der Ferrovie dello Stato. Später erhielten sie die neue kastanienbraun-isabellfarbige (castano-Isabella) Lackierung der FS.
Ab 1981 erhielten die Maschinen die neue FNM-Lackierung, weiß und gelb. Ab 1996 bekamen sie die sogenannte „Regionallackierung“, in den Farben der Region Lombardei, weiß, hellgrün und hellblau.
Im Dezember 2008 wurde die E.600-3 wieder auf die ursprüngliche Farbgebung, schwarze Lackierung mit rotem Radsatz, gebracht.